# Volvo Tundra

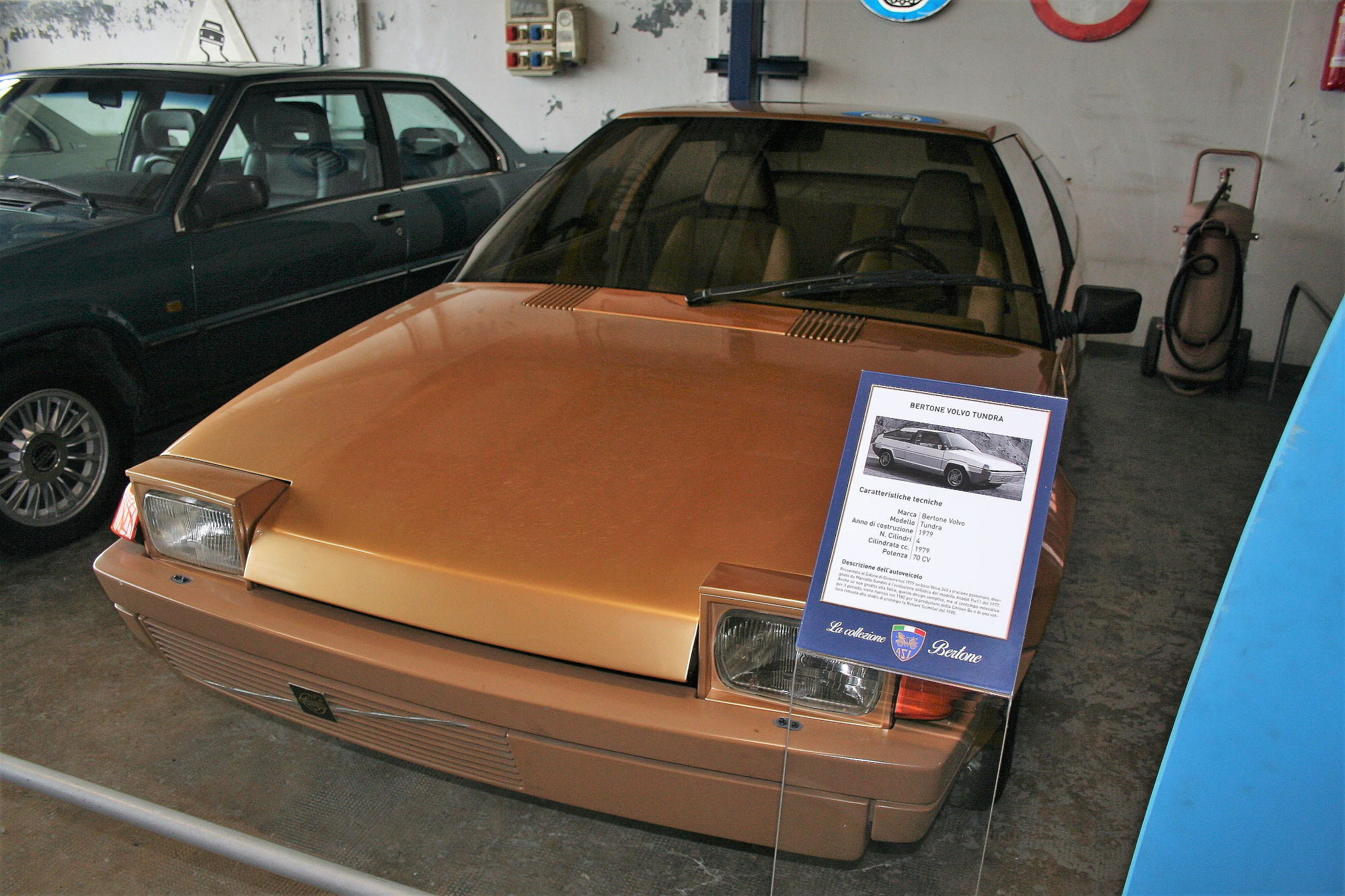
Volvo Tundra i Bertones museum.

Volvo Tundra var en konceptbil designad och byggd av Bertone 1979 för Volvo. Bilen var baserad på Volvo 340, men blev avvisad av Volvo då den ansågs för modern och för svårsåld. Designen såldes då till franska Citroën och efter mindre förändringar gick i produktion som Citroën BX.
Bilen hade en digital hastighetsmätare och hade en 4-cylindrig 1,4-liters motor som gav 70 hästkrafter.